# 遥かなる戦場
『遥かなる戦場』（原題:The Charge of the Light Brigade）は、イギリスの歴史映画。クリミア戦争におけるバラクラヴァの戦いをイギリスの側から描いた作品。

## キャスト
- トレヴァー・ハワード
- ヴァネッサ・レッドグレイヴ
- ジョン・ギールグッド
- ハリー・アンドリュース
- ジル・ベネット
- デヴィッド・ヘミングス
- コリン・レッドグレイヴ
- ナターシャ・リチャードソン